# パノラマ街道まっしぐら (姫乃たまのアルバム)
『パノラマ街道まっしぐら』は姫乃たまのメジャーデビューアルバムである。2019年4月24日にVictorからリリースされた。

## 背景
姫乃たま名義での全国流通アルバムとしては『First Order』(2016年)、『もしもし、今日はどうだった』(2017年)に続くリリースとなる。
また、このアルバムの制作発表に先立って姫乃は、2019年4月30日にワンマンライブ「パノラマ街道まっしぐら」を開催し、同日をもって地下アイドルの看板を下ろすことをアナウンスしていた。

## 制作
元々、前作同様ディスクユニオンで制作が進められていた。しかし、これが頓挫したため、最終的にVictorで制作を引き取りリリースすることになった。
コンセプトについては決まっていたわけではないが、地下アイドル卒業が決まっていたので「これまでの集大成的かつ次へ進めるものにしたい」という姫乃の意向は伝えていたという。

## リリース、プロモーション、パッケージ

### 初回封入特典
姫乃自身の文による、点取占いを模した「点取り占いカード」（全10種類）が封入されていた。

### 店舗特典

#### ディスクユニオン
姫乃によるセルフ解説CD-Rが配布された。

#### タワーレコード
リード曲「長所はスーパーネガティブ！」のMVフルバージョンが収録されたDVDが配布された。

### リリースイベント

#### 姫乃たまの1日店長
ディスクユニオン神保町店にてCD手売りおよびサイン会が行われた。

#### 雑談と＆歌とサイン会
HMV record shop 渋谷にてインストアイベントとして開催され、ミニライブ、トークショー、サイン会が行われた。

## ライブ
リリース6日後の2019年4月30日に、アルバムと同名の「パノラマ街道まっしぐら」と銘打たれた、姫乃の地下アイドル卒業ライブが開催された。このライブはアルバムの関連イベントとして設定されたわけではないが、アルバム内から「長所はスーパーネガティブ！」「猫の世界はミラーボール」「有機体（フルキャスト）」「いつくしい日々」が演奏され、「パノラマ街道まっしぐら」がBGMとして流れる中、エンディングムービーで幕を下ろした。

## 収録曲
1. 長所はスーパーネガティブ！
作詞・作曲：町あかり 編曲：坂東邑真
映画『内回りの二人』のために町あかりが書き下ろした楽曲のカバー。リード曲としてMVが制作され、『内回りの二人』監督の柴野太朗と、姫乃の映像やライブ演出を数多く手がけているALi(anttkc)が共同監督として名を連ねた。
2. 猫の世界はミラーボール
作詞：入江陽・姫乃たま 作曲：STX・入江 陽 編曲：STX
古くから姫乃の楽曲制作に携わってきたSTX（Space Thunder X）と、2018年にユニット「姫乃たまと入江陽」で音源をリリースした入江陽の共作。歌詞は入江陽によるものだが、姫乃たまの紹介曲という側面を感じさせるものになっている。
3. 深度は秘密のハイウェイ
作詞：姫乃たま 作曲・編曲：君島大空
4. 有機体（フルキャスト）
作詞・作曲・編曲：佐藤あんこ 補作詞：姫乃たま
佐藤あんこと姫乃は大学のサークルでの知人。佐藤に数年ぶりに再会した後に姫乃が曲提供を依頼したところ、すでに再開翌日にこの曲が作られていたという。
5. いつくしい日々
作詞：姫乃たま・長谷川白紙 作曲・編曲：長谷川白紙
制作前に長谷川による姫乃への｢カウンセリング｣が行われ、「酒」「体を信じていない」というテーマが抽出された[2]。長谷川のアルバム『エアにに』にセルフカバーが収録された。
6. あべこべでさかさま 
作詞：姫乃たま 作曲・編曲：宮崎貴士
7. 大人になっても恋をする
作詞：姫乃たま 作曲・編曲：川辺素
8. パノラマ街道まっしぐら
作詞：姫乃たま 作曲・編曲：直枝政広
9. 卒業式では泣かなかった
作詞：姫乃たま 作曲・編曲：鳥居真道
10. まだ
作詞：小川美潮 作曲：板倉文 編曲：WIDESHOT
チャクラの楽曲のカバー。ビクターのディレクターの提案で収録された。姫乃によると、歌詞の内容が「有機体（フルキャスト）」とも近いという[3]。